# Phidippus comatus
Phidippus comatus là một loài nhện trong họ Salticidae.
Loài này thuộc chi Phidippus. Phidippus comatus được Elizabeth Maria Gifford Peckham & George William Peckham miêu tả năm 1901.